# إنكشارية

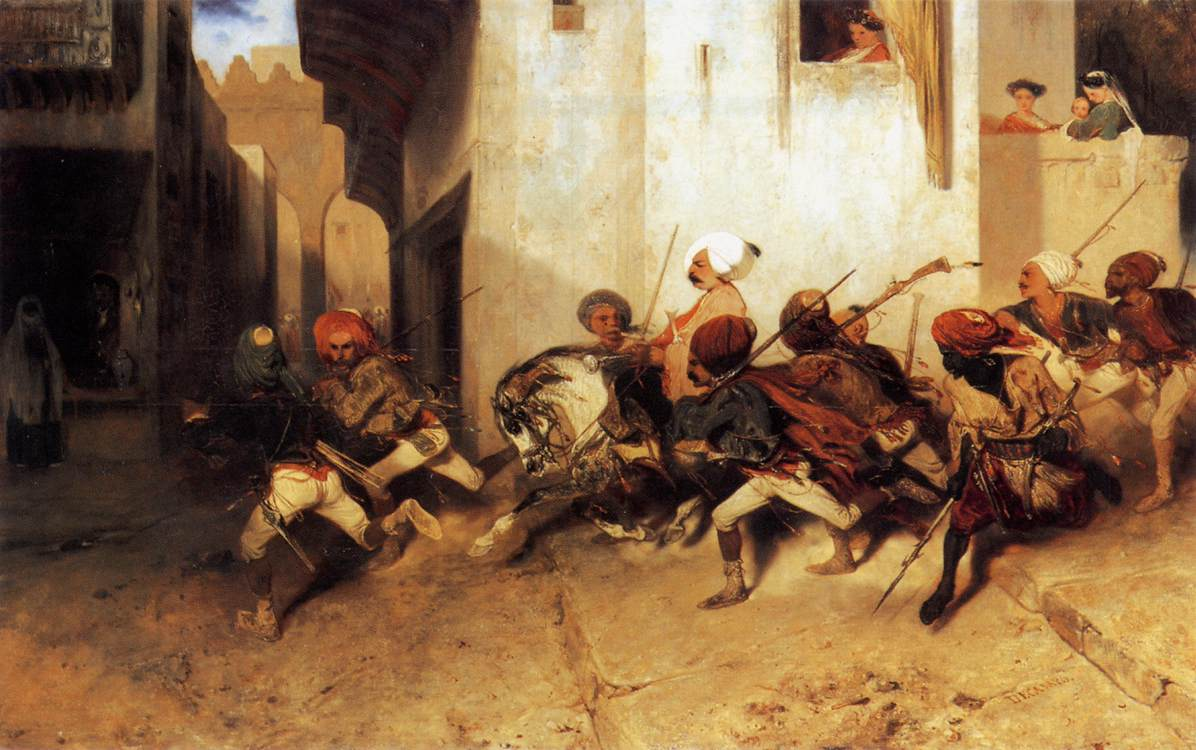
لوحة زيتية تصور دورية إنكشارية تجوب الشوارع بريشة ألكسندر - جابرييل ديكامب في 1828 م

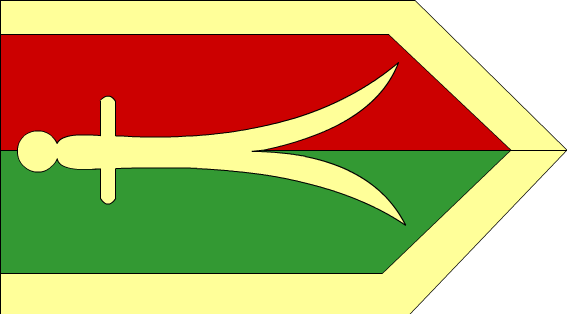
شعار الإنكشارية ، السيف ذو الفقار

الإنكشارية من التركية العثمانية «يڭيچرى» (وتعني: «الجنود الجدد»)(بالتركية: Yeniçeri)، هي قوات مشاة وفرسان من النخبة بالجيش العثماني، وكان جيش الإنكشارية جيش الدولة الرسمي حتى إلغائه في (9 ذو القعدة 1241 هـ / 15 يونيو 1826 م) على يد السلطان العثماني محمود الثاني. شكل الإنكشارية الحرس الخاص للسلطان العثماني. تأسست قوات الانكشارية في عهد السلطان مراد الأول (761 – 791 هـ / 1360 – 1389 م) أو أورخان غازي (726 – 761 هـ / 1326 – 1360 م)، وكان للإنكشارية تنظيم خاص بهم، بثكناتهم العسكرية وشاراتهم ورتبهم وامتيازاتهم، وكانوا أقوى فرق الجيش العثماني وأكثرها نفوذًا. وكان أفراد الإنكشارية من أسرى الحروب من الغلمان اليتامى الذين يتم فصلهم عن أصولهم، ويتم تربيتهم تربية إسلامية، على أن يكون السلطان والدهم الروحي، وأن تكون الحرب صنعتهم الوحيدة.

## التسمية
تُلفظ الكلمة على الصحيح «ينيتشاري» وتُكتب بالتركية العثمانية: «يڭيچرى»، فقرأها الأزهريون: «إنكشاري»، لأنهم لم يدركوا أن حرف «الكاف النوني أو كاف صغير» (ڭ) في الكتابة العثمانية يُلفظ «نون»، وأن الجيم المثلثة (چ) النقاط تُنطق "ch" باللغة الإنجليزية وتُنطق «تش» فنطقوها شينًا، وعمَّت على سائر الكتابات العربية، في حين كان الناس يقرؤونها «الينيجارية».

## الظهور
وتطور أسلوب جمع أفراد الإنكشارية لدى سلاطين بني عثمان لاحقًا، إذ باتوا يؤخذون من الأسر المسيحية وفق مبدأ التجنيد الذي سمي بـ«الدوشيرمة» في عملية جمع دورية تجري كل سنة أو ثلاث أو أربع أو خمس، وتجلب عناصر إنكشارية جديدة يقارب عددهم 8000 إلى 12000 فرد.

## تاريخ
نظّم أورخان الجيش، فألّف فرقًا من الفرسان النظاميين، وأنشأ من الفتيان المسيحيين الروم والأوروبيين الذين جمعهم من مختلف الأنحاء جيشًا قويًا عُرف بجيش الانكشارية. وقد درّب أورخان هؤلاء الفتيان تدريبًا صارمًا وخصّهم بامتيازات كبيرة، فتعلقوا بشخصه وأظهروا له الولاء.
ضمّ جيش الإنكشارية إليه الأولاد المسيحيين خلال الغزوات والمعارك، حيث تم أخذ الأطفال من بين أهاليهم واعتنقوا الإسلام، بموجب نظام أو قانون زعموا أنه كان يدعى بنظام «الدوشيرمة»، وهو نظام كان يستند إلى ضريبة إسلامية شرعية أطلق عليها اسم «ضريبة الغلمان» أو «ضريبة الأبناء»، ثم تم صهر الجميع في بوتقة واحدة، وأنشأهم على الدين الإسلامي وعلى التعلق بشخصه والإخلاص له وللدين والوطن، فكان هؤلاء هم نواة جيش الإنكشارية (بالتركية العثمانية: يڭيچرى؛ أي الجيش الحديث). كان الإنكشارية لا يعرفون حرفة ولا عمل إلا القتال والحرب، وتألّف الجيش الإنكشاري من ثلاث فرق مختلفة هي: السكان والجماعة والفرقة، وكان رئيسه الأعلى يُعرف باسم «آغا الإنكشارية». تكاثر عدد الإنكشارية مع الزمن فبلغ في بعض الأحوال ستين ألفًا، وجميع المؤرخين متفقون على إطراء روح النظام التي تميّز بها هؤلاء الجنود في العصر الذهبي للدولة، فلم يكن عندهم مكان للخمر أو للقمار أو غير ذلك من الآفات التي عرفتها جيوش أوروبا في تلك العهود. ولكن الفساد ما لبث أن دبّ إلى هذا الجيش مع الزمن، فاعتاد الإنكشارية أن يتمردوا ويطالبوا بالهبات السخية كلما ارتقى العرش سلطان جديد. وقد شكلوا في العهود المتأخرة عقبة كانت تحول دون الإصلاح والتجديد، فأبادهم السلطان محمود الثاني عن بكرة أبيهم وألغى جميع أزيائهم وألقابهم. أنشأ العثمانيون إلى جانب جيش المشاة جيشًا من الفرسان عُرف باسم «الفرسان السواري» أو سپاهي، ويُعرفهم معظم الكتّاب العرب باسم «الفرسان السيباه»، وقد لعبوا دورًا كبيرًا في تقدم الفتوح عبر أوروبا، لكنهم أصيبوا بالفساد كما الإنكشارية في أواخر عهدهم، واشتركوا معهم في نفس المصير.
واكتسبت الإنكشارية صفة الدوام في عهد السلطان مراد الأول سنة 761 هـ / 1360 م، وكانت قبل ذلك تسرّح بمجرد الانتهاء من عملها. جرى حلّ هذه الفرقة بشكل نهائي بعد «الواقعة الخيرية» على يد السلطان محمود الثاني عام 1241 هـ / 1826 م بعد ثورتهم على السلطان وانتهوا بحادثة مذبحة الإنكشارية. ومن المعروف أن الإنكشارية كانوا عزابًا في عهد السلطان أورخان، ثم سمح لهم السلطان سليم بالزواج بشرط كبر السن، ثم أطلق حق الزواج.

## قوة الإنكشارية
كانت الإنكشارية تعد من أقوى الجيوش الأوربية والعالمية فعندما حاولت إسبانيا احتلال هولندا فطلب ملك هولندا وقتها المساعدة من السلطان سليمان القانوني فأرسل له أربعين بدلة من لباس الجيش الإنكشاري ليلبسها الجنود الهولنديون في المعركة وعندما شاهدها الإسبان ظنوا أن العثمانيين يحاربون بجانب الهولنديين فتوقفت اعتداءاتهم ثلاثين عامًا.

## الارتباط بالصوفية
وارتبط الإنكشارية بالطريقة الصوفية البكتاشية وذلك لأنه عند بداية تأسيس الإنكشارية صادف أن جاء إلى الأناضول من خرسان رجل صوفي علوي النسب اسمه محمد بكتاش ولي، فسكن القرية التي تسمى باسمه اليوم بعد 180 كم عن أنقرة. وقد حصل هذا الرجل على سمعة عالية وقصده الناس للتبرك به. وحين علم السلطان أورخان بأمره أراد أن ينتفع من بركته ليشمل بها جيشه الجديد، فقصده بنفسه ومعه أفراد من الجيش، فقام الحاج بكتاش بوضع يده على رأس أحد الجنود، وقطع شيئًا من قبائه فجعله على رأس الجندي، ثم قدم لهم علمًا أحمر يتوسطه هلال وسيف ذي الفقار، وأخذ يدعو الله أن يبيض وجوههم وأن تكون سيوفهم بتارة وأن يفوزوا في كل غزوة بالظفر. ومنذ ذلك الحين صار الجيش الانكشاري مرتبطا بالطريقة البكتاشية ارتباطًا وثيقًا حيث اتخذ الجنود الحاج بكتاش شفيعًا لهم ورمزًا، وأخذ الناس يطلقون عليهم اسم أولاد الحاج بكتاش.

## التدريب
وكان هؤلاء الجنود يُختارون من سن صغيرة ويربون تربيةً عسكرية في معسكرات خاصه بهم، بالإضافة إلى تلقيهم مختلف العلوم الإنسانية كالدين الإسلامي واللغة وغيرها، وفي أثناء تعليمهم يقسمون إلى ثلاث مجموعات: الأولى تعد للعمل في القصور السلطانية، والثانية تُعد لشغل الوظائف المدنية الكبرى في الدولة، والثالثة تعد لتشكيل فرق المشاة في الجيش العثماني، ويطلق على أفرادها الإنكشارية، أي الجنود الجدد، وكانت هذه المجموعة هي أكبر المجموعات الثلاث وأكثرها عددًا.
ومنذ نشأتهم التي تزامنت مع قيام الدولة، لم يكن الإنكشاريون يخرجون إلى الحرب إلا برفقة السلطان العثماني، وهو الأمر الذي أبطله سليمان القانوني حين أجاز لهم القتال تحت إمرة قائد منهم، وكان لذلك أثر في تقاعس السلاطين التالين عن الخروج إلى المعارك لقيادة الجيوش بأنفسهم.

## معيشة الإنكشارية

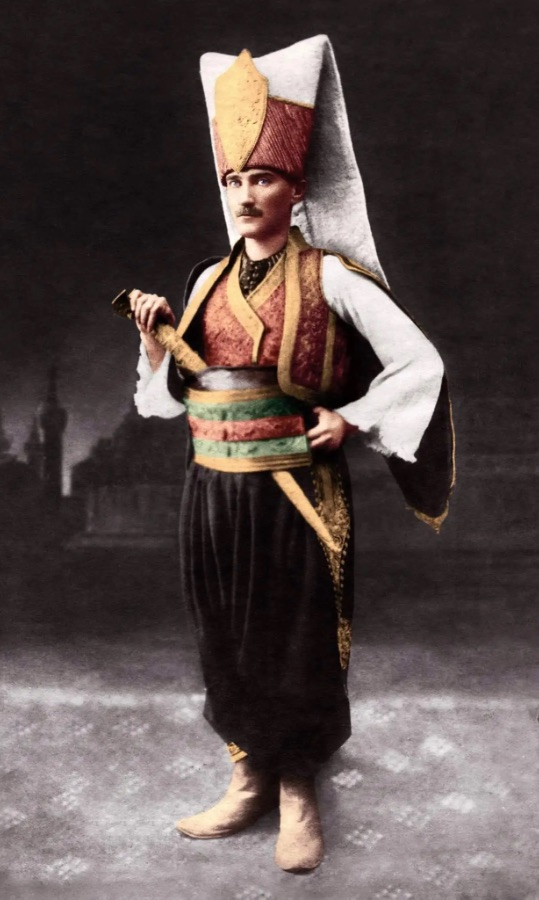
مصطفى كمال أتاتورك في وقت لاحق، في لباس موحد للإنكشارية في صوفيا.

كانت الدولة تحرص على منع اتصال الإنكشارية بأقربائهم، وتفرض عليهم في وقت السلم أن يعيشوا في الثكنات، التي لم تكن تحوي فقط أماكن النوم لضباطهم وجنودهم، بل كانت تضم المطابخ ومخازن الأسلحة والذخائر وحاجاتهم المدنية كافةً. خصصت الدولة لكل وحدة عسكرية من الإنكشارية (تسمى أورطة) شارة توضع على أبواب ثكنتها، وعلى أعلامها وخيامها التي تقام في ساحة القتال، وجرت عادة الجنود أن ينقشوا شاراتهم المميزة على أذرعهم وسيقانهم بالوشم، وكانت ترقياتهم تتم طبقًا لقواعد الأقدمية، ويحالون إلى التقاعد إذا تقدمت بهم السن، أو أصابتهم عاهة تقعدهم عن العمل، ويصرف لهم معاش من قبل الدولة. وكانت الدولة تحرّم عليهم الاشتغال بالتجارة أو الصناعة حتى لا تخبو عسكريتهم الصارمة، وينطفئ حماسهم المشبوب.
ويطلق على رئيس هذه الفئة «أغا الإنكشارية»، وهو يعد من أبرز الشخصيات في الدولة العثمانية، لأنه يقود أقوى فرقة عسكرية في سلاح المشاة، وكان بحكم منصبه يشغل وظيفتين أخريين، فهو رئيس قوات الشرطة في إسطنبول، المسؤول عن حفظ النظام واستتباب الأمن، وهو في الوقت نفسه عضو في مجلس الدولة. وكان لرئيس الانكشارية مقر خاص في إسطنبول، ومكاتب في الجهات التي تعمل الفرقة بها، ويختاره السلطان من بين ضباط هذا السلاح، وظل هذا التقليد متبعًا حتى عهد السلطان سليمان القانوني، الذي جعل اختيار رئيس الإنكشارية من بين كبار ضباط القصر السلطاني، وذلك للحد من طغيان هذه الفرقة.

## أهمية الإنكشارية

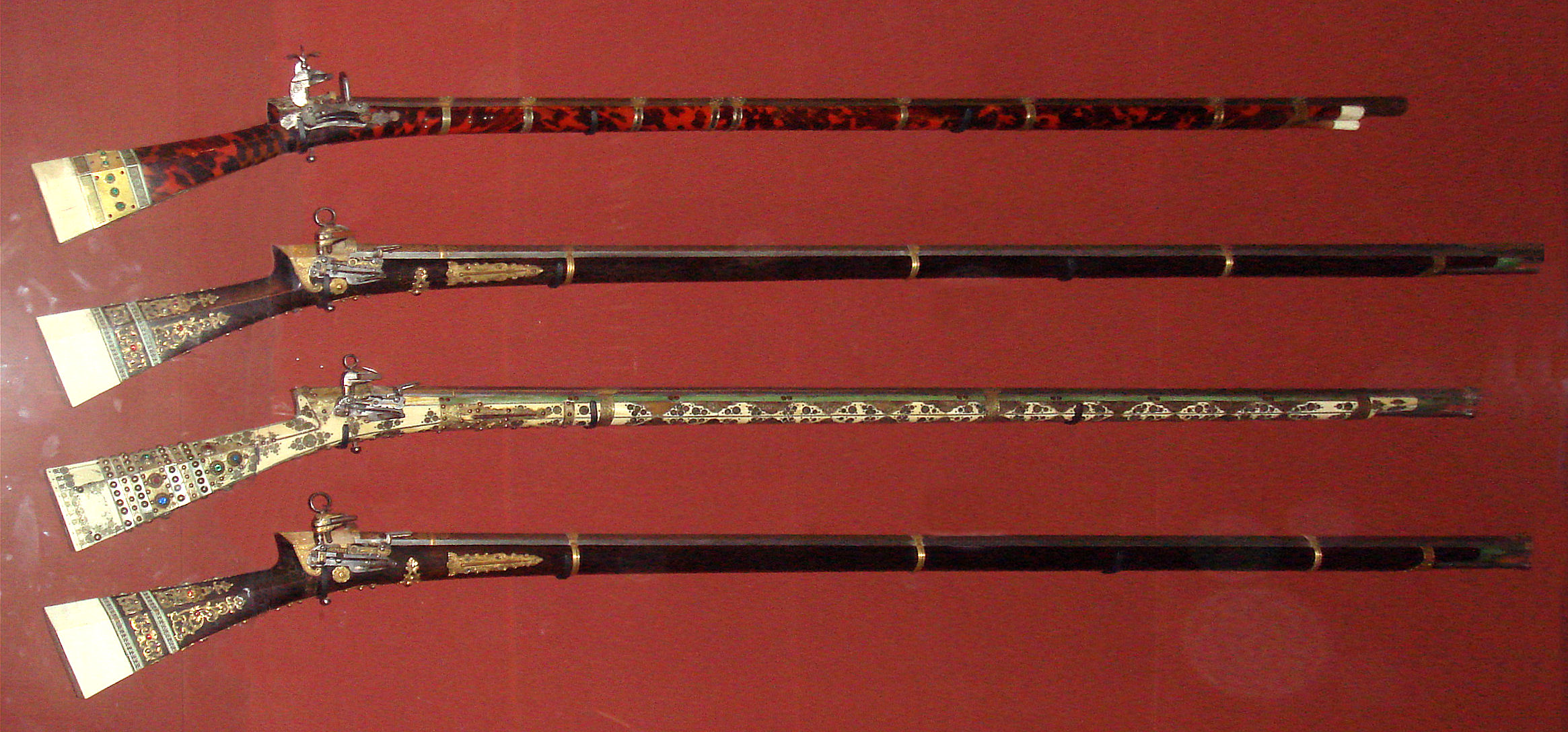
من أسلحة الإنكشارية، البنادق.

عُرف الإنكشاريون بكفاءتهم القتالية ووفرتهم العددية، وضراوتهم في الحرب والقتال، وكانوا أداة رهيبة في يد الدولة العثمانية في كل حروبها التاريخية، وكان لنشأتهم العسكرية الخالصة وتربيتهم الجهادية على حب الشهادة واسترخاص الحياة أثر في اندفاعهم الشجاع في الحروب واستماتتهم في النزال، وتقدمهم الصفوف في طليعة الجيش، وكانوا يأخذون مكانهم في القلب، ويقف السلطان بأركان جيشه خلفهم. وقد استطاعت الدولة العثمانية بفضل هذه الفرقة أن تمد رقعتها، وتوسع حدودها بسرعة، ففتحت بلادًا في أوروبا كانت حتى ذلك الوقت خارج حوزة الإسلام.
وقد أشاد المؤرخون الغربيون بهذه الفرقة باعتبارها من أهم القوات الرئيسية التي اعتمدت عليها الدولة في فتوحاتها، فيقول «بروكلمان» المستشرق الألماني: «إن الإنكشارية كانوا قوام الجيش العثماني وعماده». ويضيف المؤرخ الإنجليزي «جرانت» بأن المشاة الإنكشارية كانوا أكثر أهمية من سلاح الفرسان، وكان مصير أو مستقبل الدولة العثمانية يعتمد إلى حد كبير على الإنكشارية.

## طغيان الإنكشارية
غير أن هذه الأهمية الكبيرة لفرقة الإنكشارية تحولت إلى مركز قوة نغص حياة الدولة العثمانية، وعرضها لكثير من الفتن والقلاقل، وبدلًا من أن ينصرف زعماء الإنكشارية إلى حياة الجندية التي جبلوا عليها، راحوا يتدخلون في شؤون الدولة، ويزجون بأنفسهم في السياسة العليا للدولة وفيما لا يعنيهم من أمور الحكم والسلطان؛ فكانوا يطالبون بخلع السلطان القائم بحكمه ويولون غيره، ويأخذون العطايا عند تولي كل سلطان جديد، وصار هذا حقًا مكتسبًا لا يمكن لأي سلطان مهما أوتي من قوة أن يتجاهله، وإلا تعرض للمهانة على أيديهم.
وقد بدأت ظاهرة تدخل الإنكشارية في سياسة الدولة منذ عهد مبكر في تاريخ الدولة، غير أن هذا التدخل لم يكن له تأثير في عهد سلاطين الدولة العظام؛ لأن قوتهم كانت تكبح جماح هؤلاء الانكشاريين، حتى إذا بدأت الدولة في الضعف والانكماش بدأ نفوذ الانكشاريين في الظهور، فكانوا يعزلون السلاطين ويقتلون بعضهم، مثلما فعلوا بالسلطان عثمان الثاني حيث عزلوه عن منصبه، وقتلوه سنة 1031 هـ / 1622 م، وفعلوا مثل ذلك مع السلطان إبراهيم الأول، فقاموا بخنقه سنة 1058 هـ / 1648 م، محتجين بمعاداته لهم، وامتدت أفعالهم إلى القتل أحيانا أو العزل .
ولم يكن سلاطين الدولة في فترة ضعفها يملكون دفع هذه الشرور أو الوقوف في وجهها، فقام الإنكشاريون بقتل حسن باشا على عهد السلطان مراد الرابع سنة 1042 هـ / 1632 م. ووقفوا أمام السلطان محمود الثاني عندما أراد أن يحدث جيشه وأقاموا التمرد واضطر السلطان إلى تأجيل محاولته لوقت لاحق .

## محاولة إصلاح الفيالق الإنكشارية
لما ضعفت الدولة العثمانية وحلت بها الهزائم، وفقدت كثيرًا من الأراضي التابعة لها، لجأت إلى إدخال النظم الحديثة في قواتها العسكرية حتى تساير جيوش الدول الأوروبية في التسليح والتدريب والنظام، وتسترجع ما كان لها من هيبة في أوروبا، وتسترد مكانتها التي بنتها على قوتها العسكرية. لكن الإنكشارية عارضت إدخال النظام الجديد في فيالقهم، وفشلت محاولات السلاطين العثمانيين في إقناعهم بضرورة التطوير والتحديث، ولم تنجح محاولات الدولة في إغرائهم للانضمام إلى الفرق العسكرية الجديدة، وقبول المعاش الذي تقرره الدولة لمن يرفض هذا النظام. ولم يكتف الإنكشاريون بمعارضة النظام الجديد، بل لجئوا إلى إعلان العصيان والتمرد في وجوه السلاطين، ونجحوا في إكراه عدد من السلاطين على إلغاء هذا النظام الجديد.

## محمود الثاني يلغي الفيالق الإنكشارية
بعد تولي السلطان محمود الثاني سلطنة الدولة العثمانية سنة 1223 هـ / 1808 م أيد تطوير الجيش العثماني وضرورة تحديثه بجميع فرقه وأسلحته بما فيها الفيالق العسكرية، فحاول بالسياسة واللين إقناع الانكشارية بضرورة التطوير وإدخال النظم الحديثة في فرقهم، حتى تساير باقي فرق الجيش العثماني، لكنهم رفضوا عرضه.
فحاول أن يلزم الإنكشارية بالنظام والانضباط العسكري، وملازمة ثكناتهم في أوقات السلم، وضرورة المواظبة على حضور التدريبات العسكرية، وتسليحهم بالأسلحة الحديثة، وعهد إلى مصطفى باشا البيرقدار بتنفيذ هذه الأوامر. غير أن هذه المحاولة لم تنجح وقاوموا رغبة السلطان وتحدوا أوامره، وقاموا بحركة تمرد واسعة وثورة جامحة كان من نتيجتها أن فقد حياته.
لم تنجح محاولة السلطان الأولى في فرض النظام الجديد على الإنكشارية، وصبر على عنادهم، وإن كانت فكرة الإصلاح لم تزل تراوده، وازداد اقتناعًا بها بعد أن رأى انتصارات محمد علي باشا المتتابعة، وما أحدثته النظم الجديدة والتسليح الحديث والتدريب المنظم في جيشه، وطال صبر السلطان ثمانية عشر عامًا حتى عزم مرة أخرى على ضرورة إصلاح نظام الانكشارية؛ فعقد اجتماعًا في (19 شوال 1241 هـ / 27 أيار/مايو 1826 م) في دار شيخ الإسلام، حضره قادة أسلحة الجيش بما فيهم كبار ضباط فيالق الإنكشارية، ورجال الهيئة الدينية وكبار الموظفين، ونوقش في هذا الاجتماع ضرورة الأخذ بالنظم العسكرية الحديثة في الفيالق الإنكشارية، ووافق المجتمعون على ذلك، وتلي مشروع بإعادة تنظيم القوات الإنكشارية، وأصدر شيخ الإسلام فتوى بوجوب تنفيذ التعديلات الجديدة، ومعاقبة كل شخص تسول له نفسه الاعتراض عليها.

## نهاية فيالق الإنكشارية
غير أن الإنكشارية لم يلتزموا بما وافق عليه الحاضرون في هذا الاجتماع؛ فأعلنوا تمردهم وانطلقوا في شوارع إسطنبول يشعلون النار في مبانيها، ويهاجمون المنازل ويحطمون المحلات التجارية، وحين سمع السلطان بخبر هذا التمرد عزم على وأده بأي ثمن والقضاء على فيالق الإنكشارية، فاستدعى السلطان عدة فرق عسكرية من بينها سلاح المدفعية الذي كان قد أعيد تنظيمه وتدريبه، ودعا السلطان الشعب إلى قتال الإنكشارية.
وفي صباح يوم 10 من ذي القعدة سنة 1241 هـ الموافق 15 حزيران/يونيو 1826 م خرجت قوات السلطان إلى ميدان الخيل بإسطنبول وكانت تطل عليه ثكنات الإنكشارية، وتحتشد فيه الفيالق الإنكشارية المتمردة، ولم يمض وقت طويل حتى أحاط رجال المدفعية الميدان، وسلطوا مدافعهم على الإنكشارية من كل الجهات، فحصدتهم، بعد أن عجزوا عن المقاومة، وسقط منهم ستة آلاف جندي إنكشاري.
وفي اليوم الثاني من هذه المعركة التي سميت بـ«الواقعة الخيرية» أصدر السلطان محمود الثاني قرارًا بإلغاء الفيالق الإنكشارية إلغاءً تامًا، شمل تنظيماتهم العسكرية وأسماء فيالقهم وشاراتهم، وانتهى بذلك تاريخ هذه الفرقة التي كانت في بدء أمرها شوكة في حلوق أعداء الدولة العثمانية.

## معرض صور

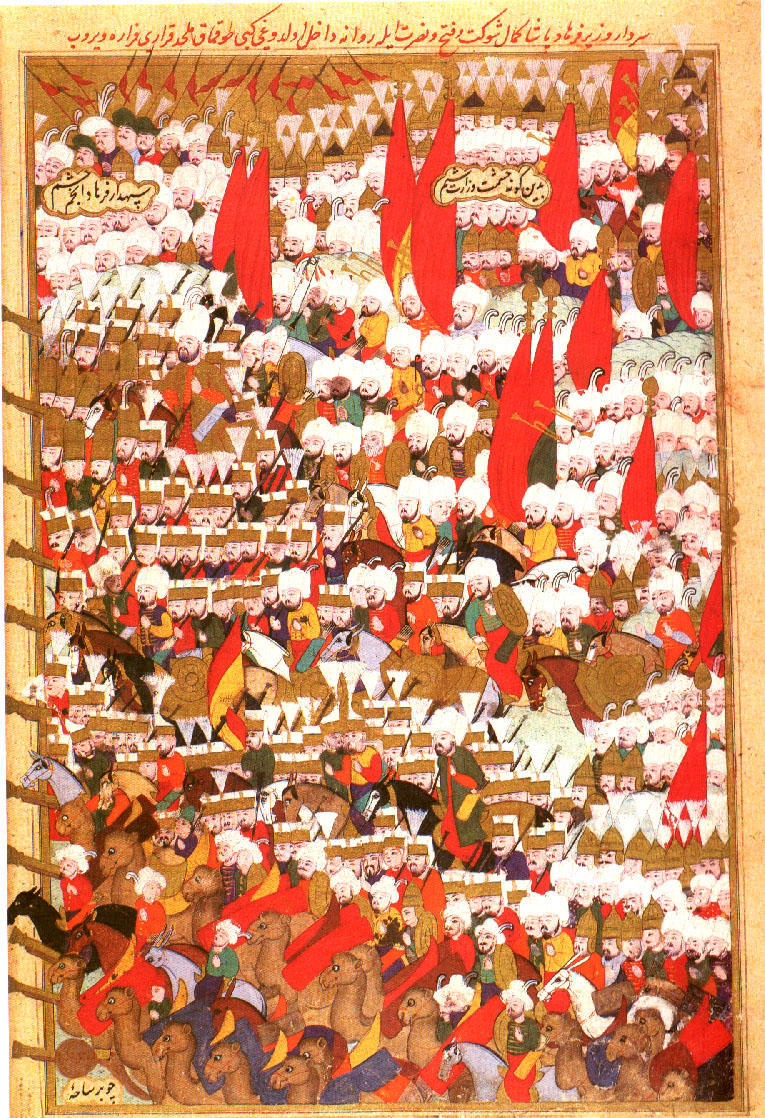
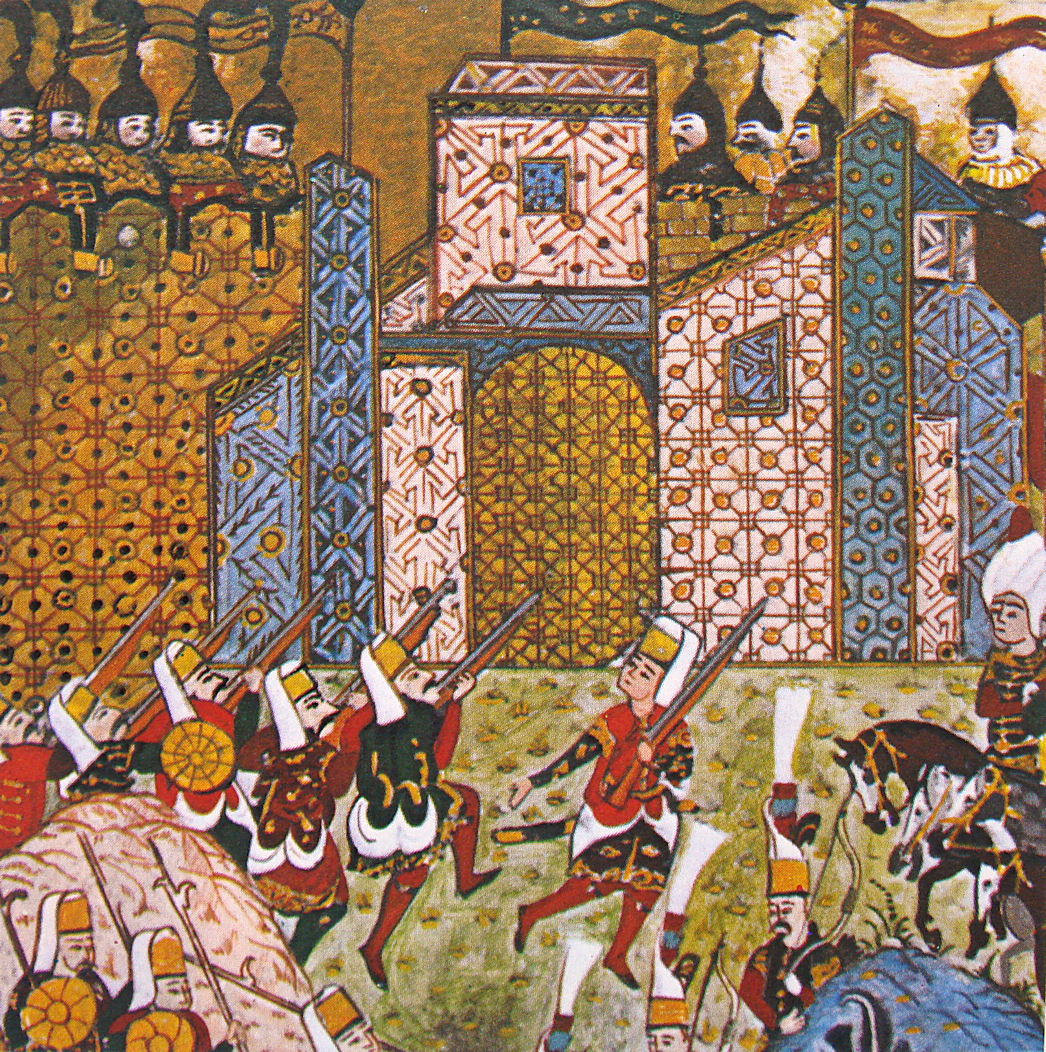
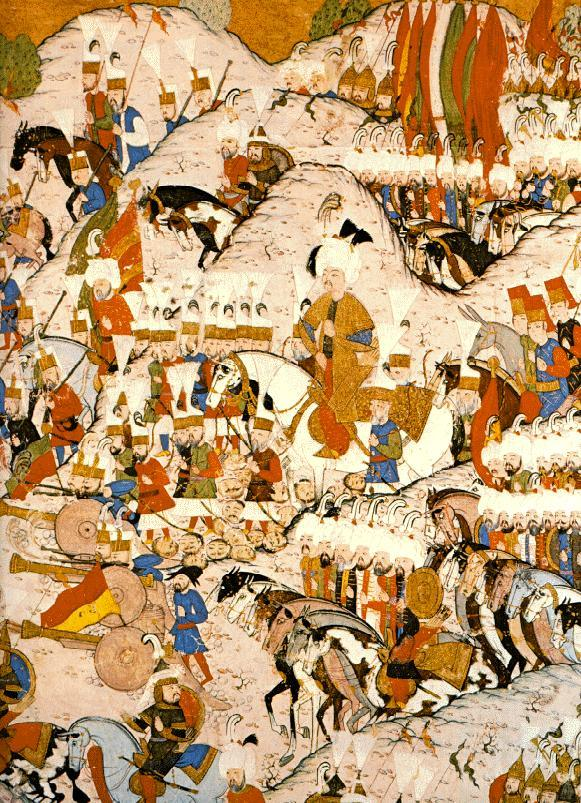
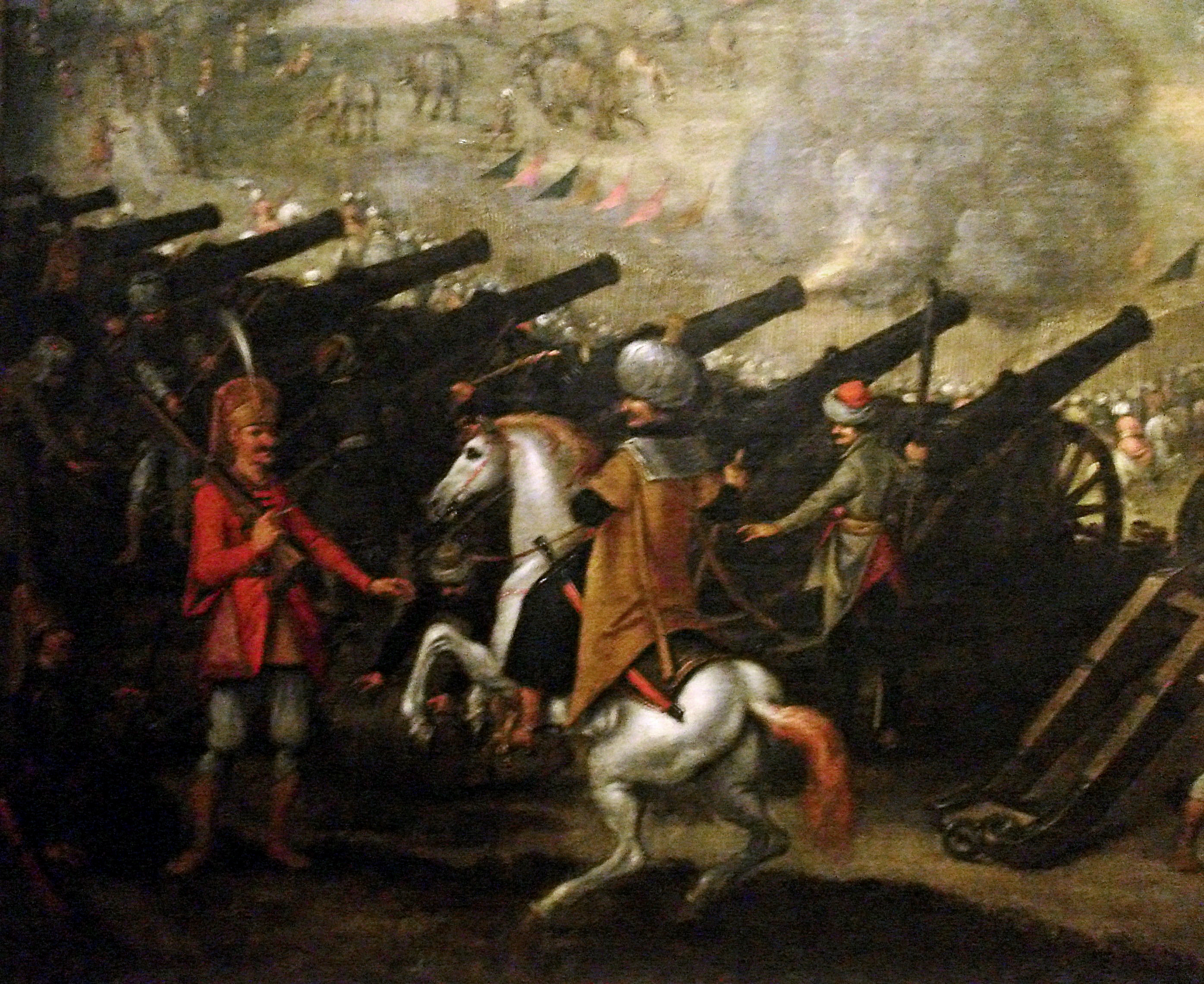
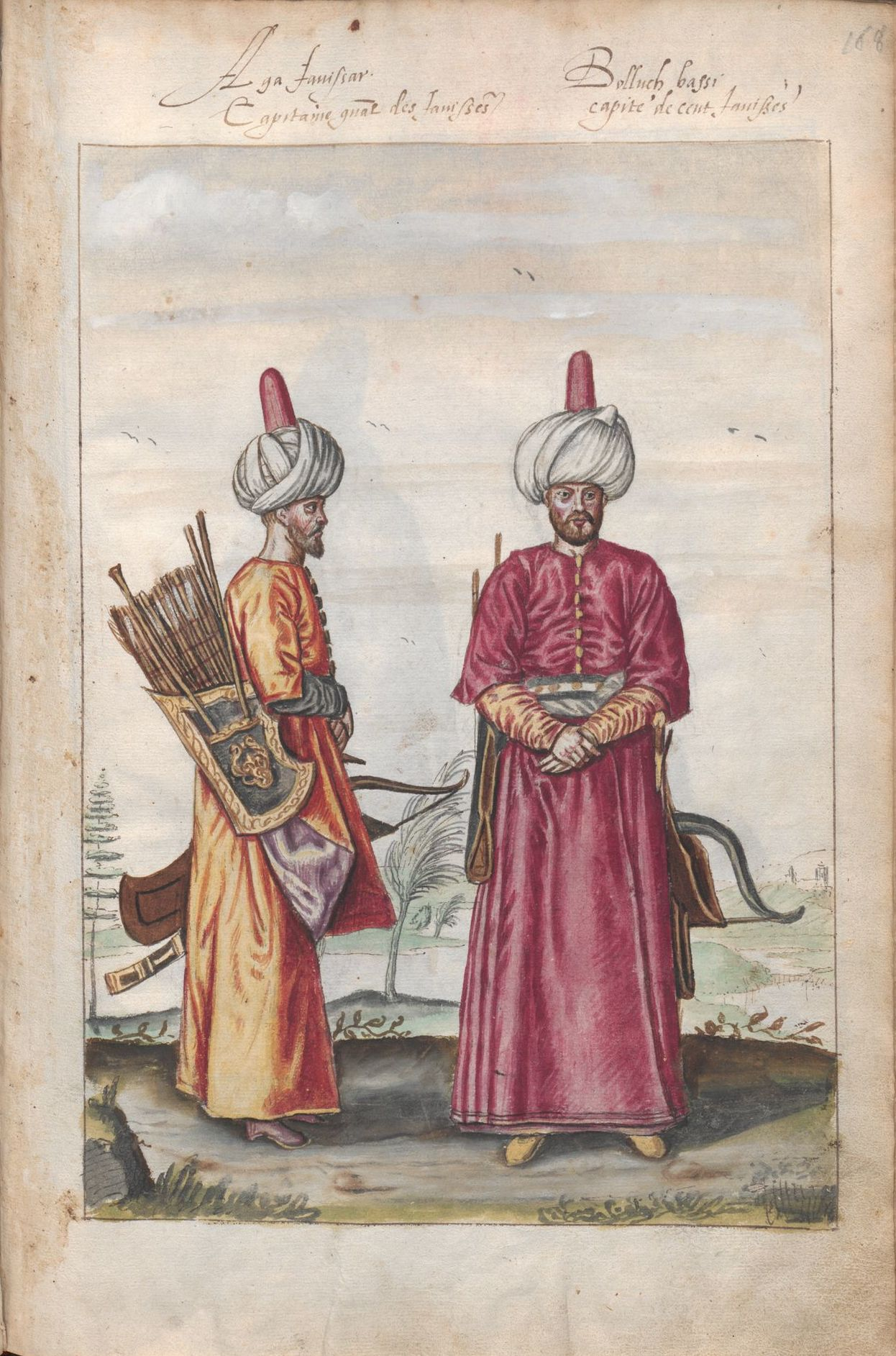
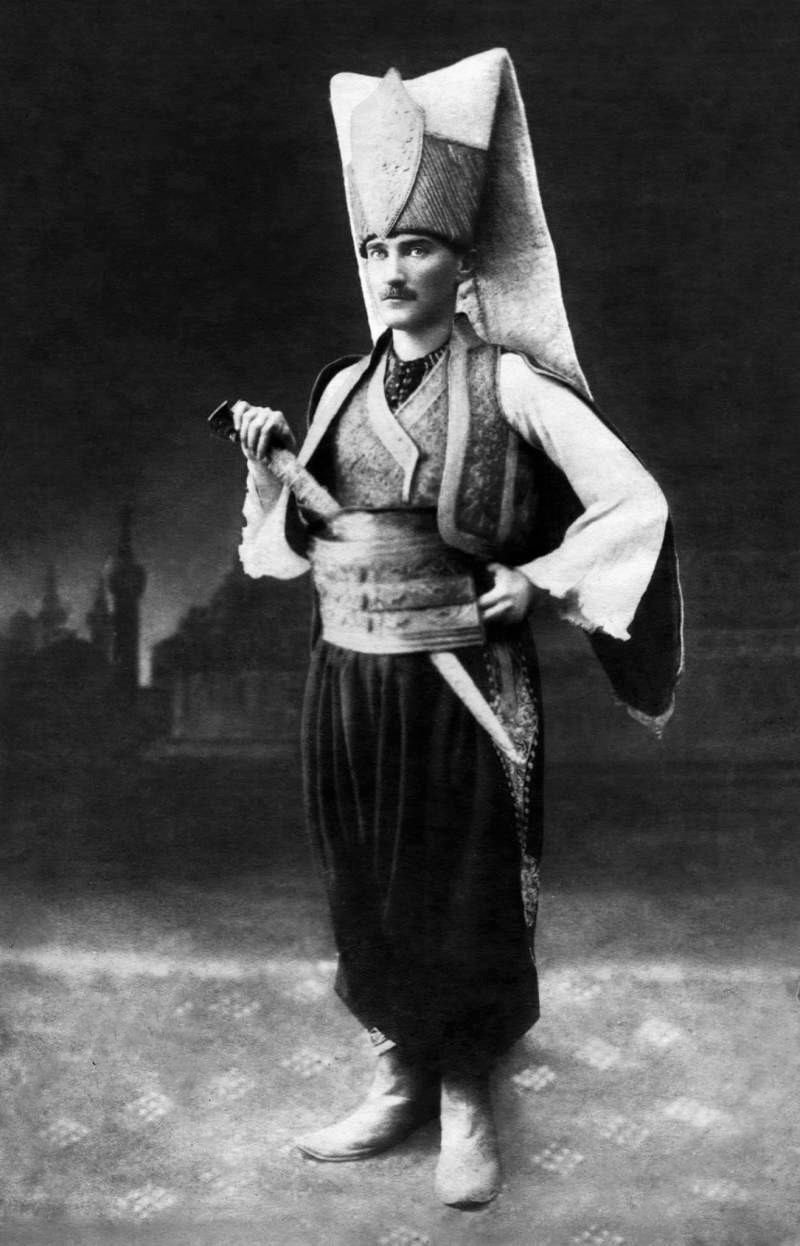
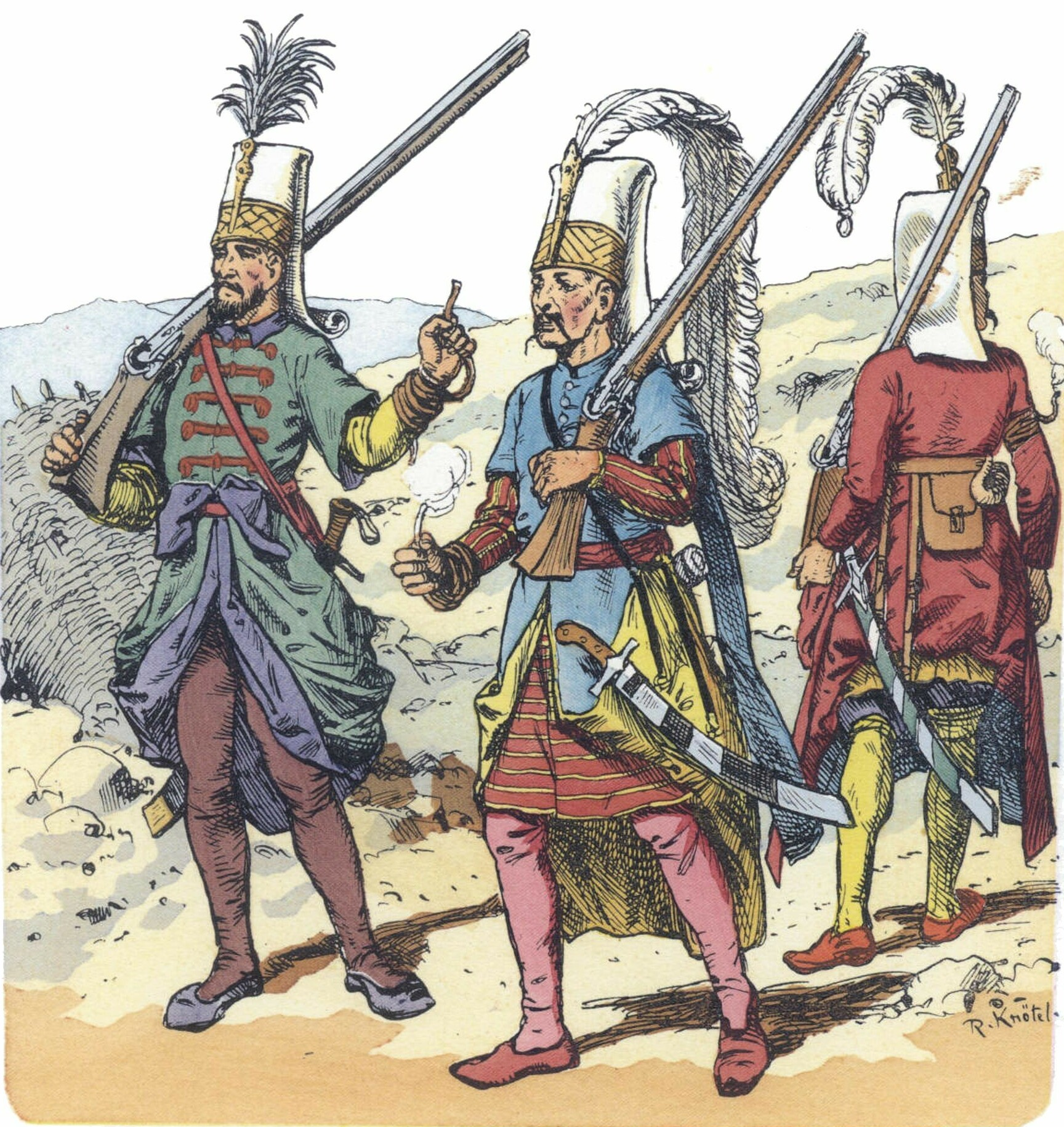
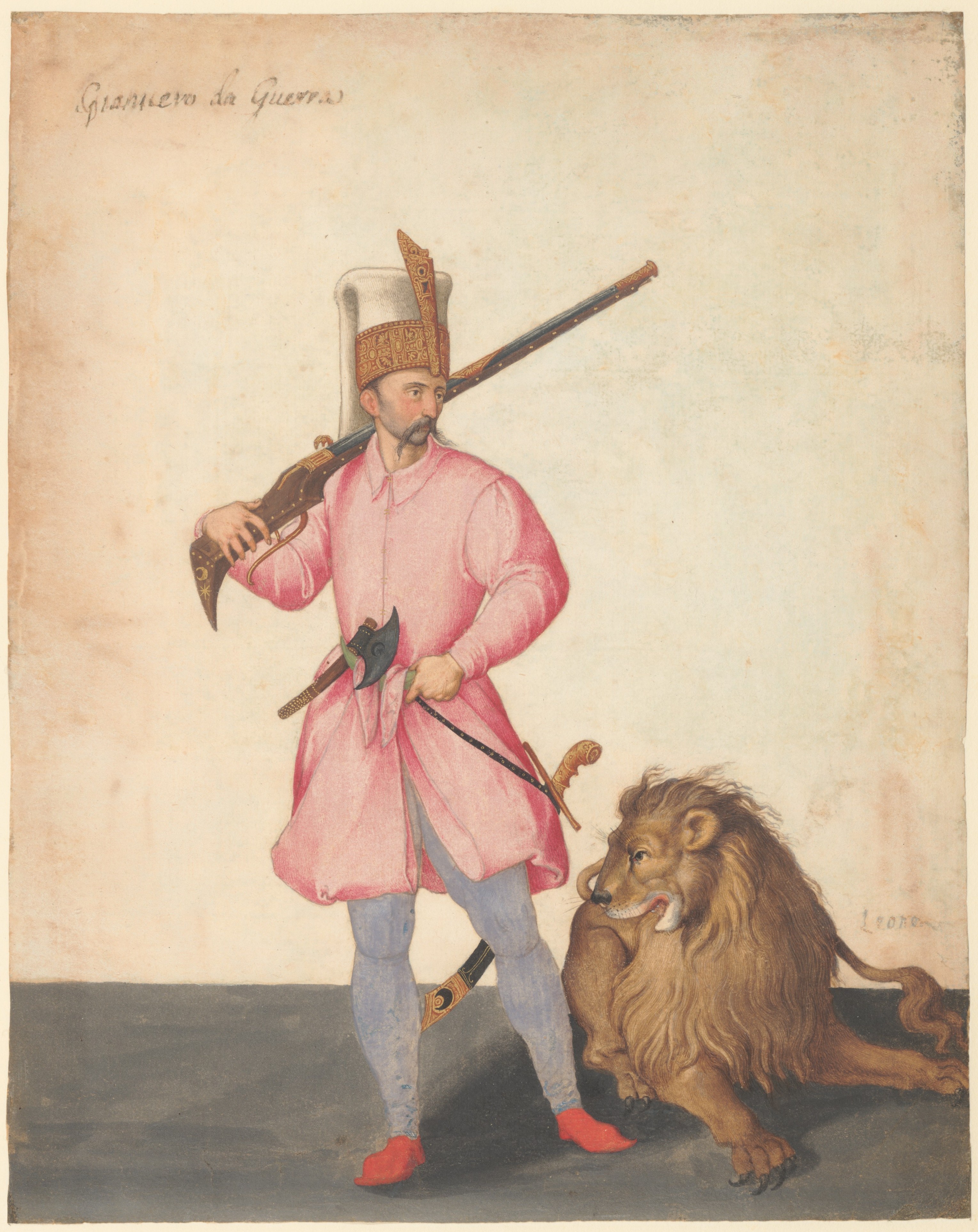
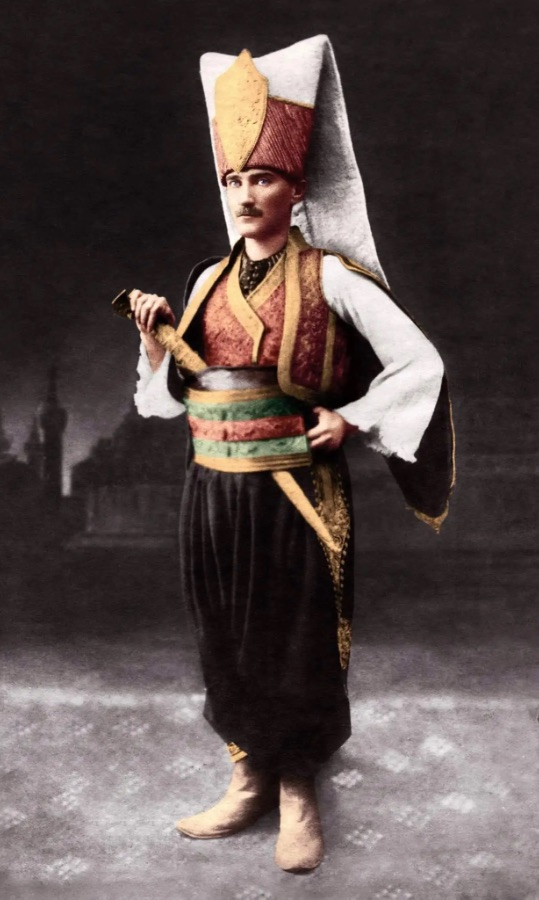
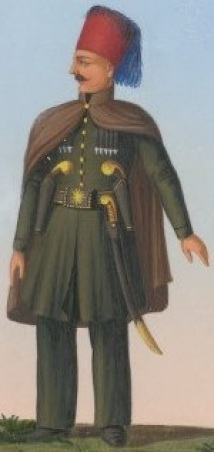
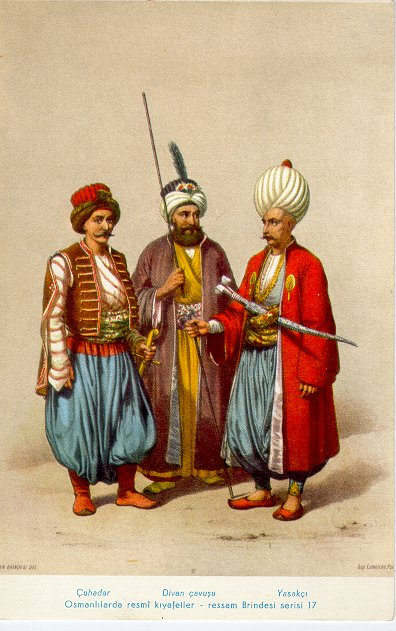

## وصلات خارجية
- الانكشارية.. بداية محمودة ونهاية مفروضة
- الانكشارية من موقع الازهر